# تاش‌رباط
تاش‌رباط (کاروانسرای سنگی) (قرقیزی: Таш Рабат) کاروانسرایی است از سده پانزدهم میلادی واقع در شهرستان ات‌باشی استان نارین قرقیزستان. این کاروانسرا در ارتفاع ۳۲۰۰ متری از سطح دریا واقع شده‌است.
این ساختمان سنگی حدوداً سمت چپ شاهراه اصلی شمال به جنوب واقع شده است، شاهراهی که از شمال به یک قلعه مخروبه و از جنوب به یک دریاچه می‌رسد. در کل این منطقه مرکز کوه‌نوردی و اسب‌دوانی محسوب می‌شود.

## پیشینه
کاروانسرای سنگی تاش‌رباط در ۱۱۰ کیلومتری جنوب استان نارین، از عجایب هفتگانه و جاذبه‌های گردشگری به نام این مرز و بوم تلقی می‌شود. با این که بنای کلی متعلق به قرن پانزدهم است اما به خوبی حفاظت شده و از بسیاری دیگر از بناهای مشابه ساخته شده در آن زمان، سالم‌تر مانده است. برخی معتقدند که این بنا در اصل کاروانسرا نبوده، بلکه صومعه نسطوریان یا بودائیان در قرن دهم بوده است و ساخت و طراحی آن نیز به مسیحیان و بودائیان نسبت داده می‌شود. با چنین نظریه‌ای، این صومعه که در مسیر راه ابریشم قرار داشته به دلیل موقعیت خاص آن پس از مدتی اهمیت خود به عنوان یک مکان دینی را از دست داده و به نوعی کاروانسرا تبدیل شده است. برخی باستان‌شناسان و تاریخ‌دانان نیز بر این باورند که هم‌زمان هم به عنوان عبادتگاه و هم به عنوان محلی برای سکنی مسافرین در راه، کاربرد داشته است. بدون شک بیشتر تجار در گذر از راه ابریشم، مدتی در این مکان اقامت داشته‌اند.

## نگارخانه

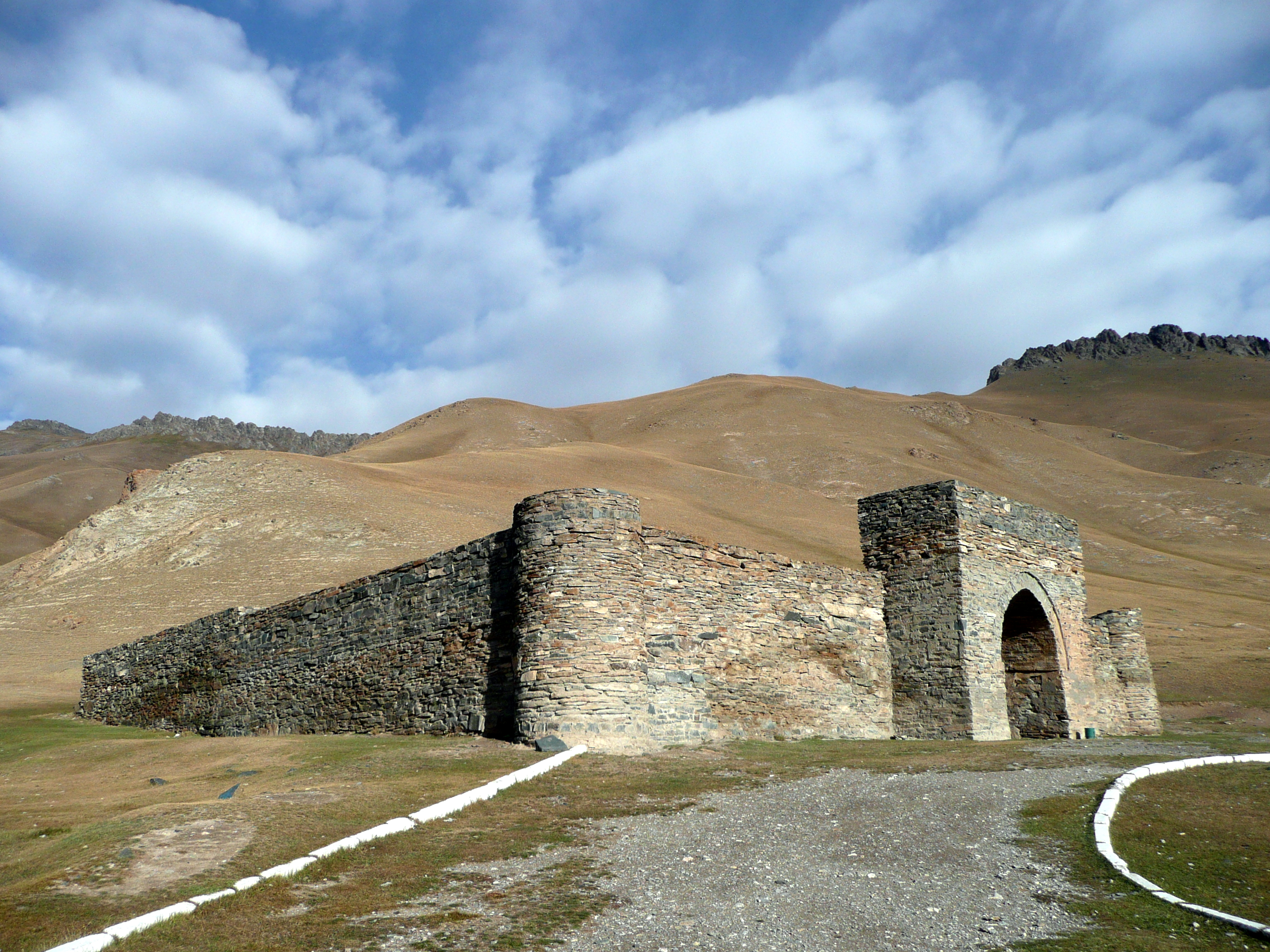
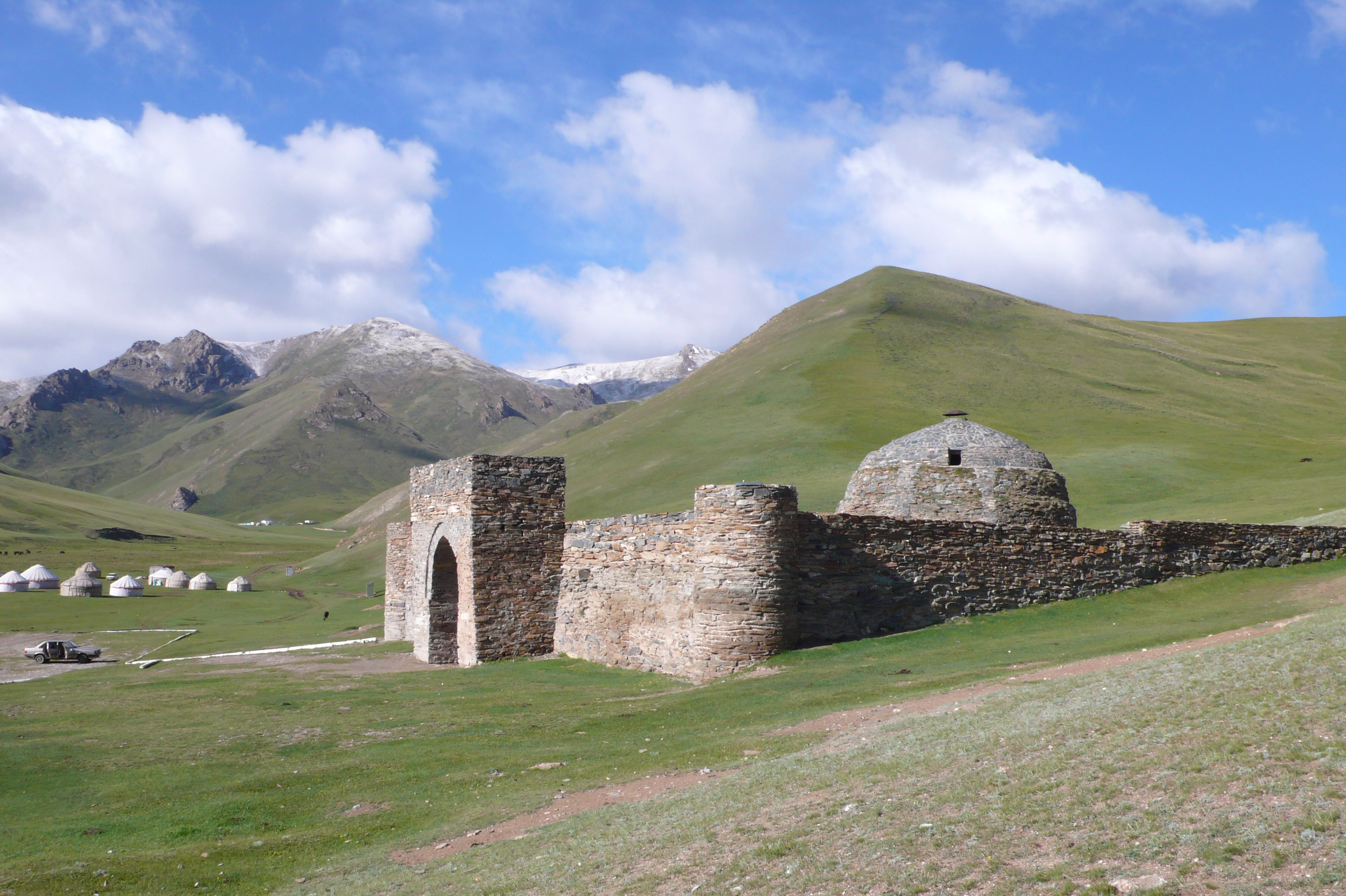
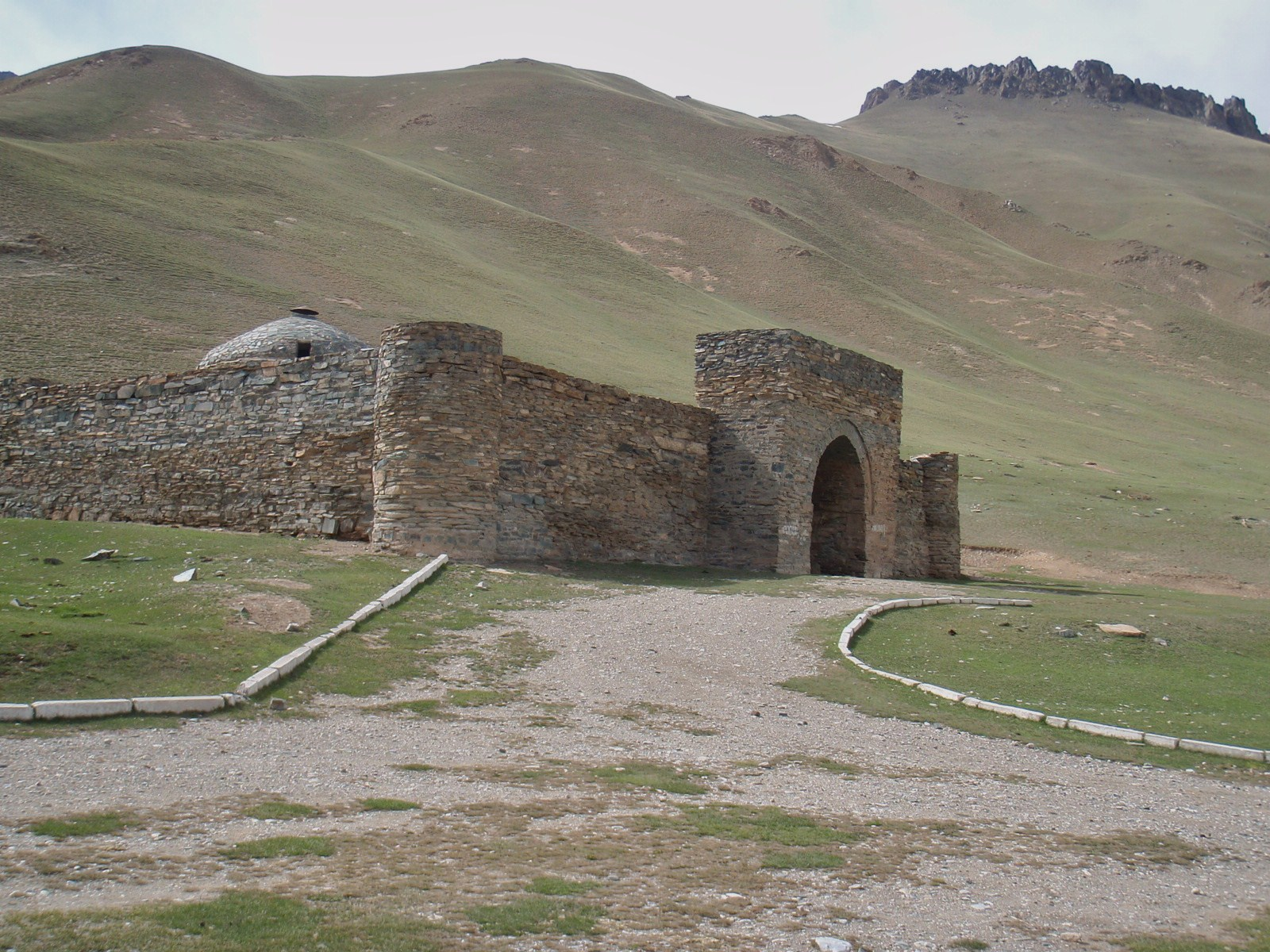
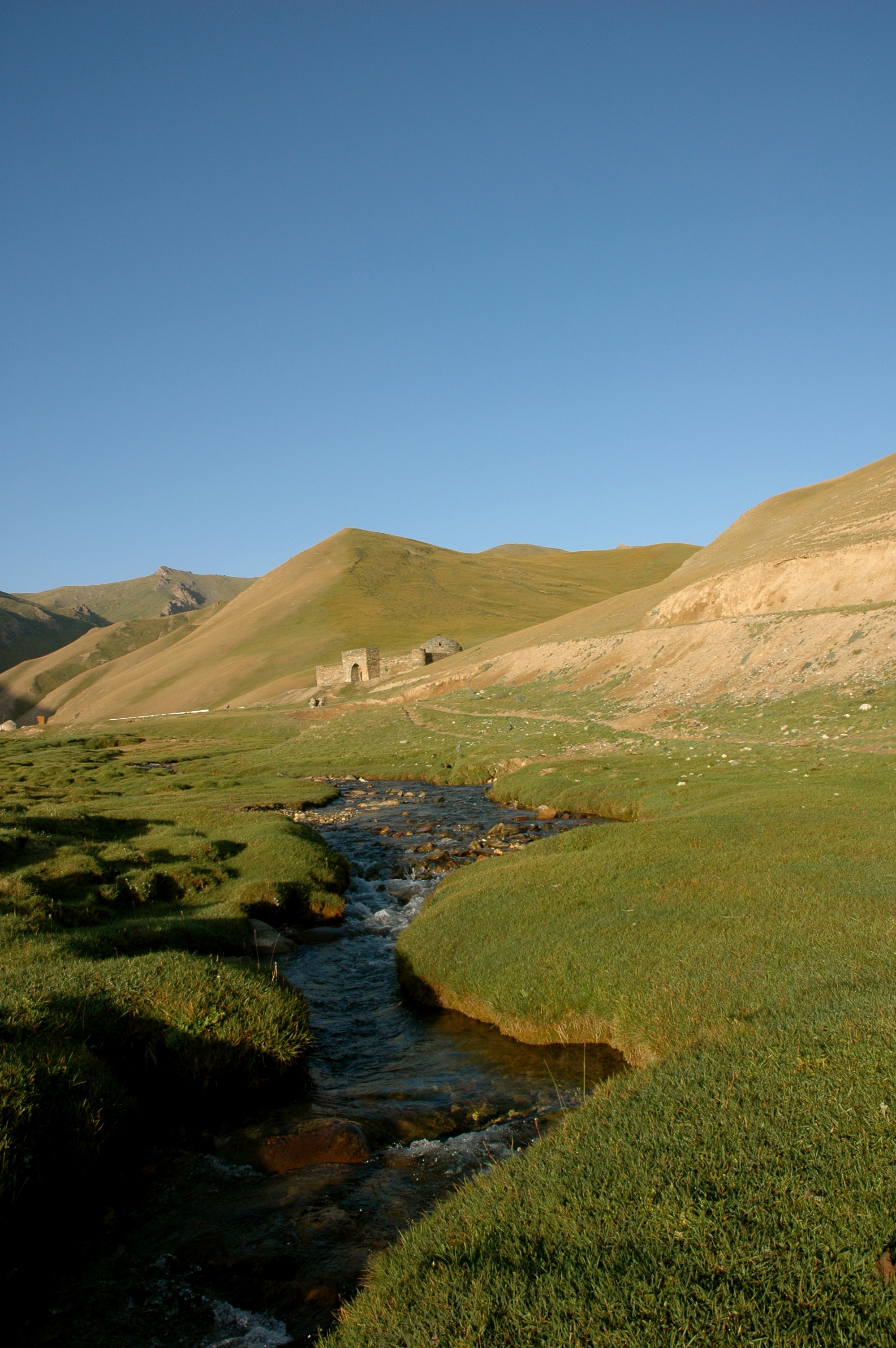
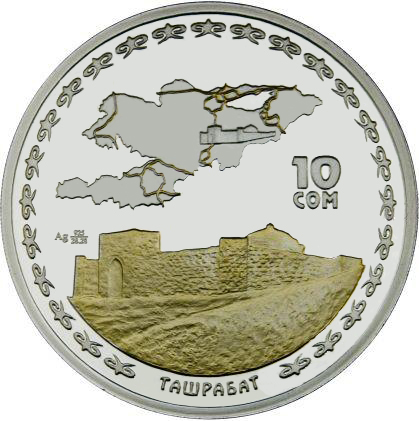